# Nahicseván
A Nahicseván Autonóm Köztársaság (azeri nyelven Naxçıvan Muxtar Respublikası) Azerbajdzsán 5363 km² területű, s mintegy félmilliós lakosságú exklávéja. Székhelye Nahicseván. (Területe kb. akkora, mint Jász-Nagykun-Szolnok vármegye.)

## Neve
Nahicseván neve örményül annyit tesz: „az alászállás helye”, mivel itt szálltak alá a szomszédos Ararát hegyén megfeneklett bárkából Noé és fiai a Föld minden állatával.

## Földrajz

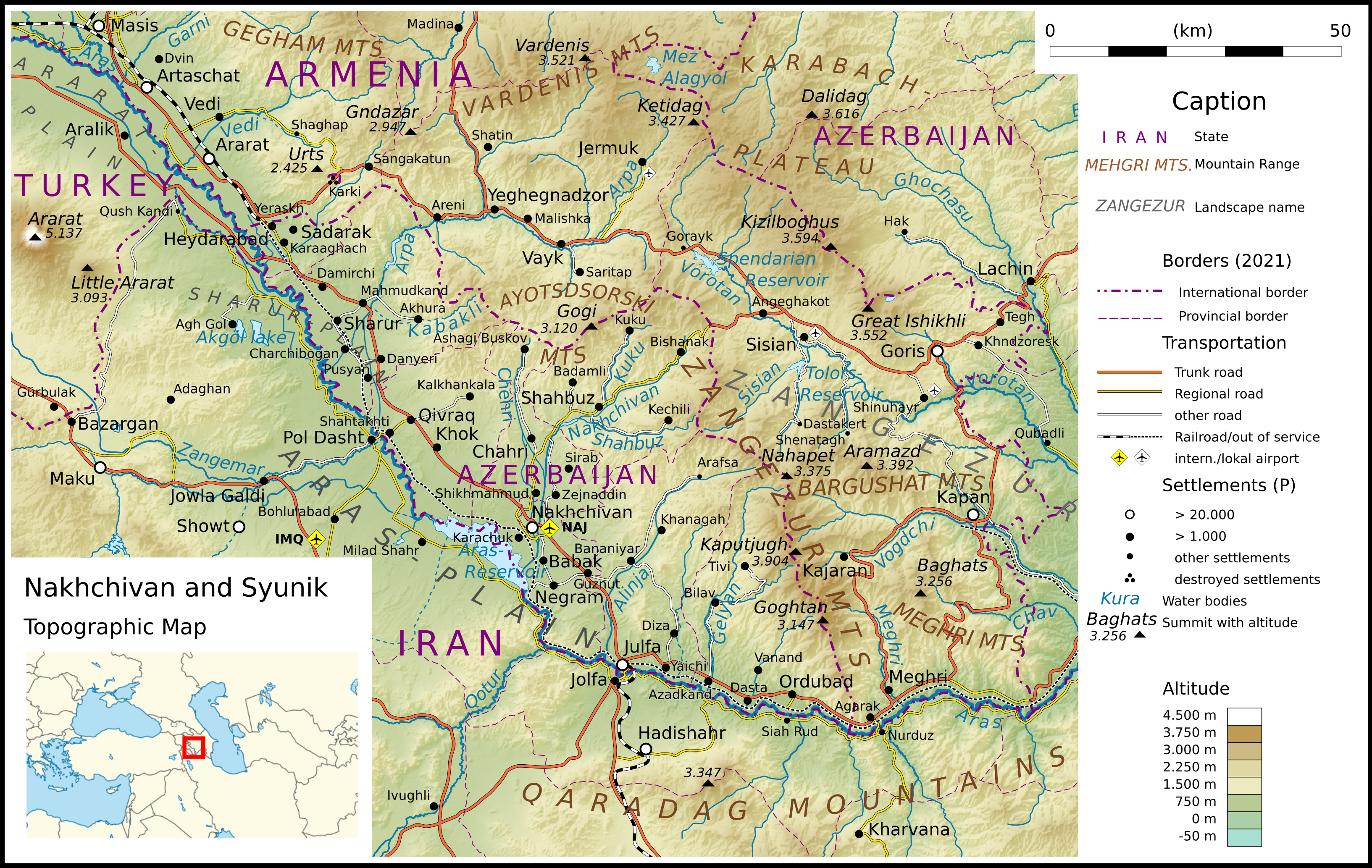
Nahicseván domborzati térképe

Északról és keletről Örményország, délről és nyugatról Irán, északnyugatról pedig kis részben Törökország határolja. 
Az Örmény-felföldön fekszik, az Araksz völgyében. A síkság 700–1000 m-es tengerszint feletti magasságban található. Északról és keletről 3000 m magas hegyek határolják: északon a Daralgiaz és északkeleten a Zangezur. Az exklávé saját kis exklávéja északon Kiarki. Legmagasabb pontja a Kaputjugh (3904 m) a Zangezur-hegységben, az örmény határon.
Fő folyója az Araksz, amelyen egy víztározó található. Az Araksz délről és nyugatról határfolyó Irán és Törökország felé.

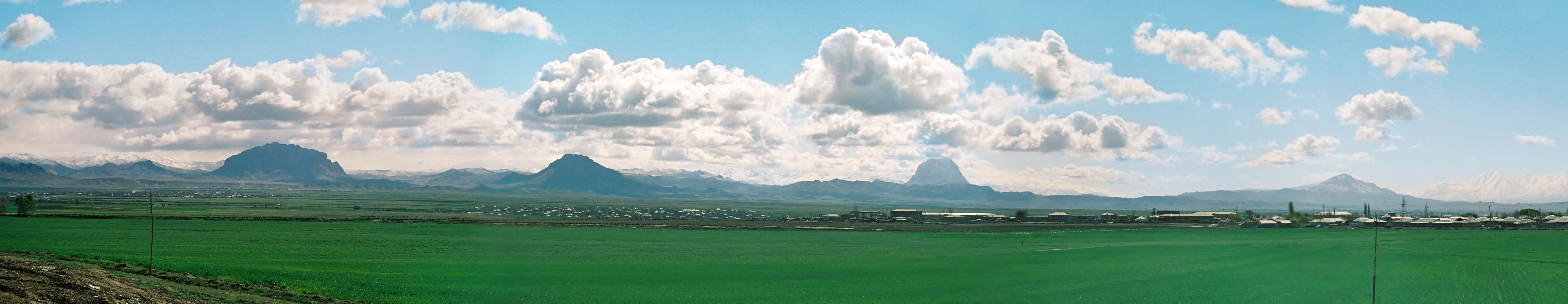
Nahicseváni panoráma

## Története
A mai Nahicseván területének történelme többnyire az örmény történelem részét képezi. Az arab befolyás és az ezzel összefüggő muszlim térhódítás azonban már korán megjelent, így a cári Oroszország 20. század eleji terjeszkedése idején már többnemzetiségű volt a terület, ám mikor a régiót az Azerbajdzsáni SZSZK-hoz csatolták az 1920-as években, a lakosság nagyobbik része még örmény volt.
Nahicseván státuszát az 1921. október 13-án a törökországi Karsban aláírt, majd 1922. szeptember 11-én Jerevánban ratifikált karsi szerződésben garantálta Törökország, Szovjet Örményország, Szovjet Azerbajdzsán és Szovjet Grúzia. Jogi érvényessége vita tárgya.
A Szovjetunión belül megvalósuló egység idején nem volt nagy jelentősége a köztársasági belső határoknak, így nem okozott problémát, hogy a területnek nincs összeköttetése Azerbajdzsánnal.
A szovjet rendszer összeomlása után lett Nahicseván igazi exklávé, az ellenséges örmény–azeri viszony miatt megközelítése csak harmadik országon – Iránon – keresztül lehetséges. Azerbajdzsán szempontjából kulcsfontosságú a terület, mivel itt található az egyetlen azeri-török határátkelőhely.
Lakossága ma leginkább azeri, az örmények nagy része a Hegyi-karabahi háború alatt kivándorolt, ám a területen maradók ma egy igen erős köteléket alkotnak egymással. A terület az azerbajdzsáni kereszténység központja, ami az örmény hagyományok részleges átvételének köszönhető.

## Közigazgatás
Nahicseván 7 kerületre (rajon) és a fővárosra oszlik.
| Nahicseván megyéi | 1. Babek (Babək) 2. Julfa (Culfa) 3. Kangarli (Kəngərli) 4. Nahicseván város (Naxçıvan Şəhər) 5. Ordubad 6. Szadarak (Sədərək) 7. Sakhbuz (Şahbuz) 8. Sarur (Şərur) |

## Képek

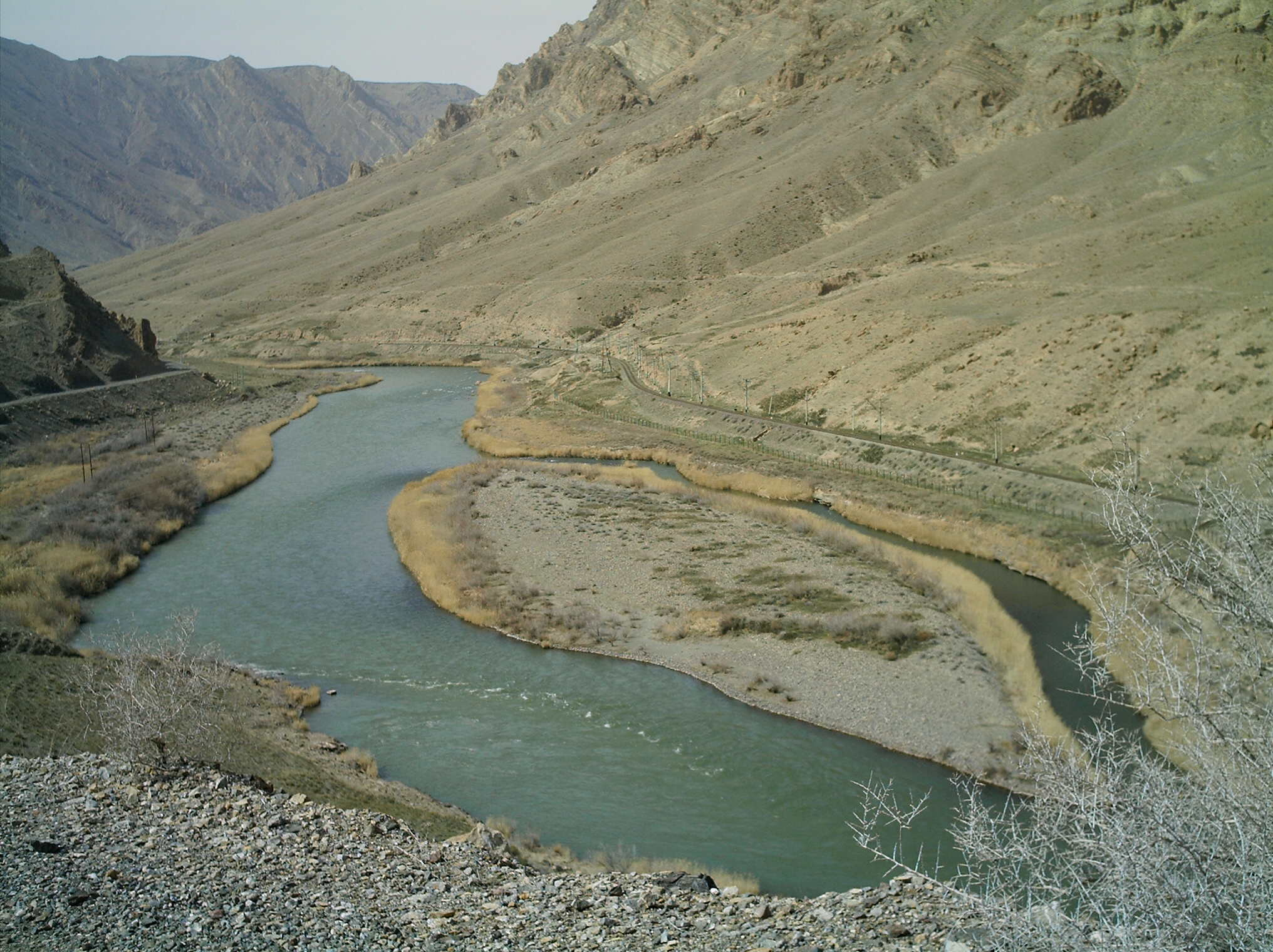
Az Araksz folyó völgye az iráni határon, Jolfa közelében
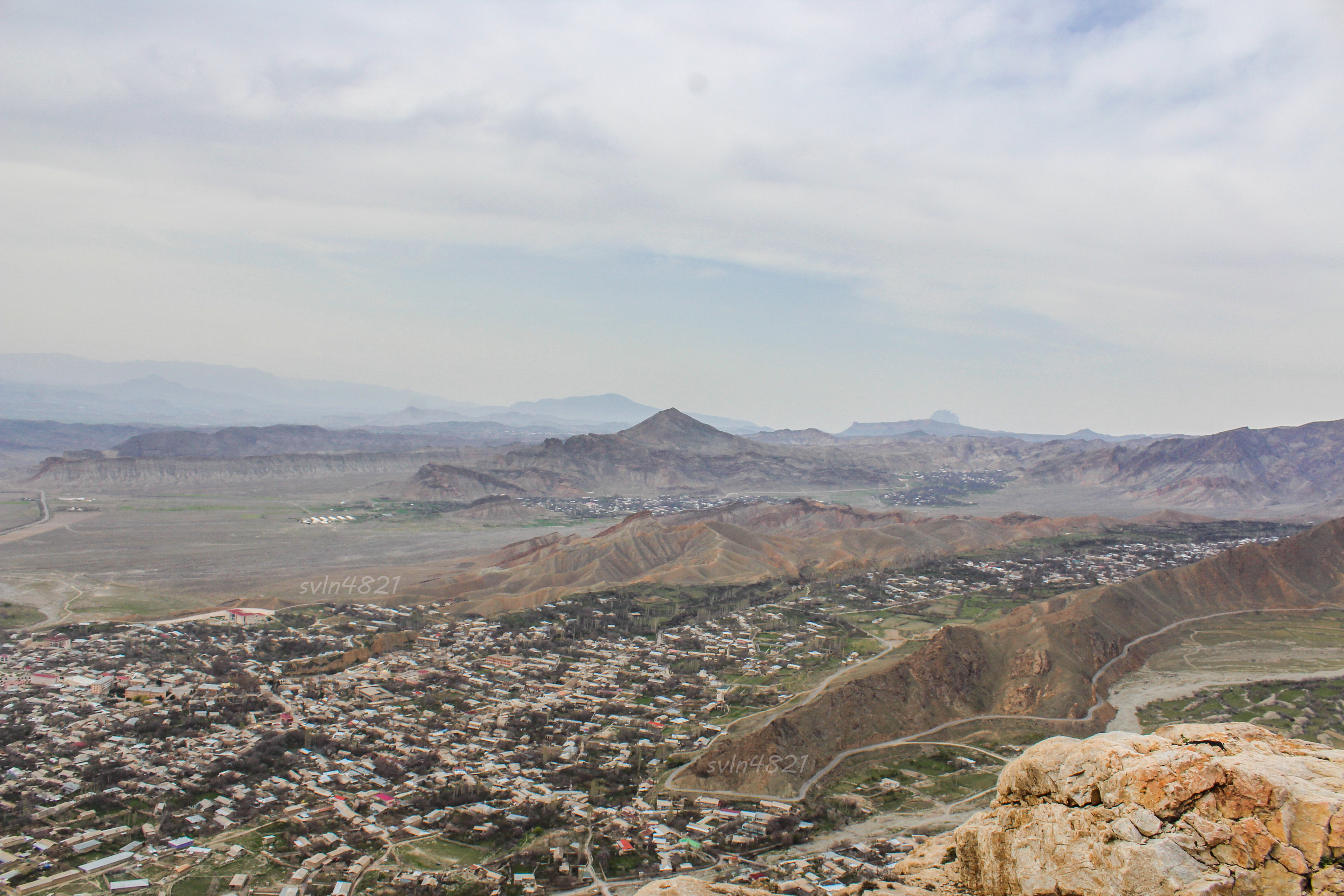
Ordubad
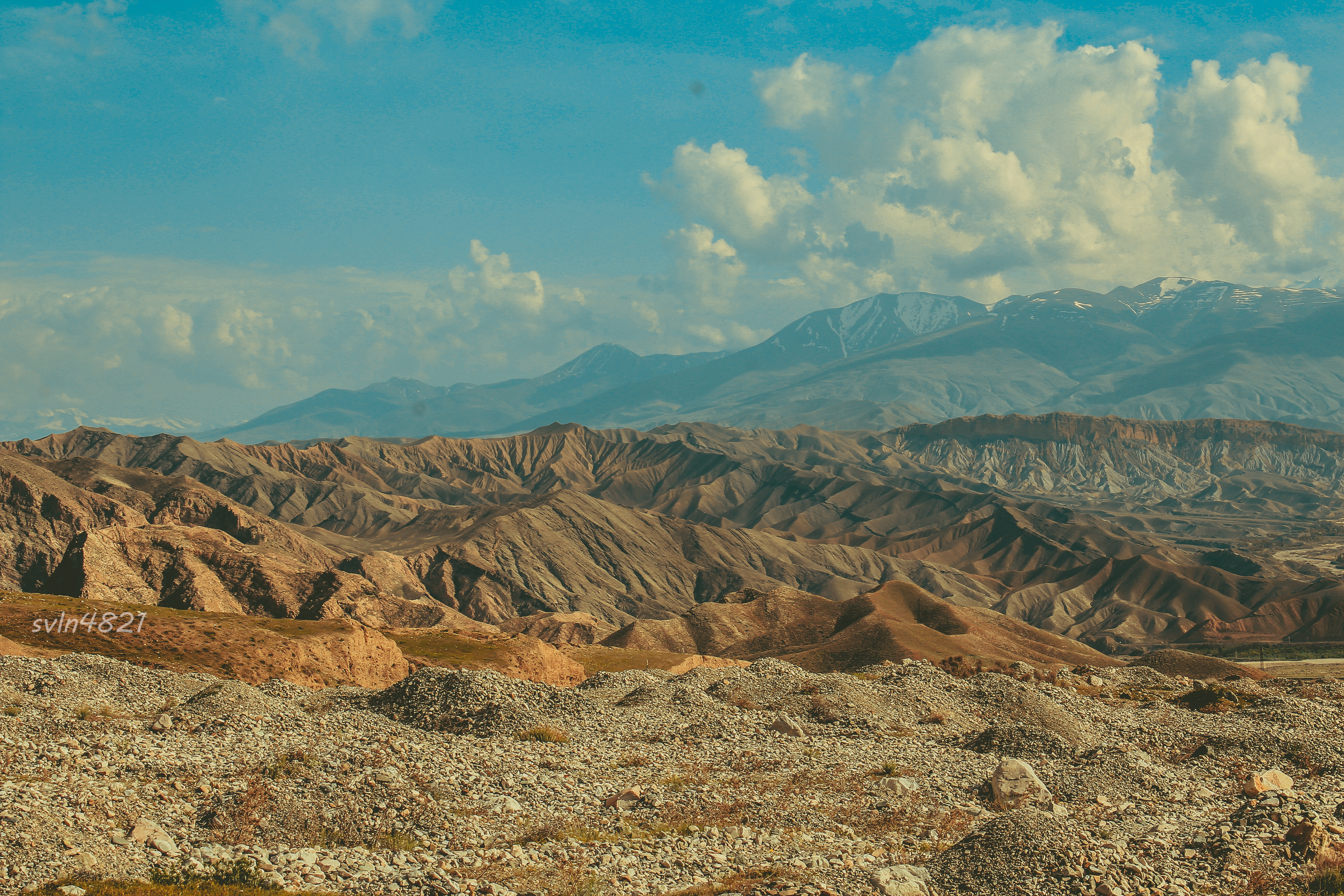
Ordubadi táj
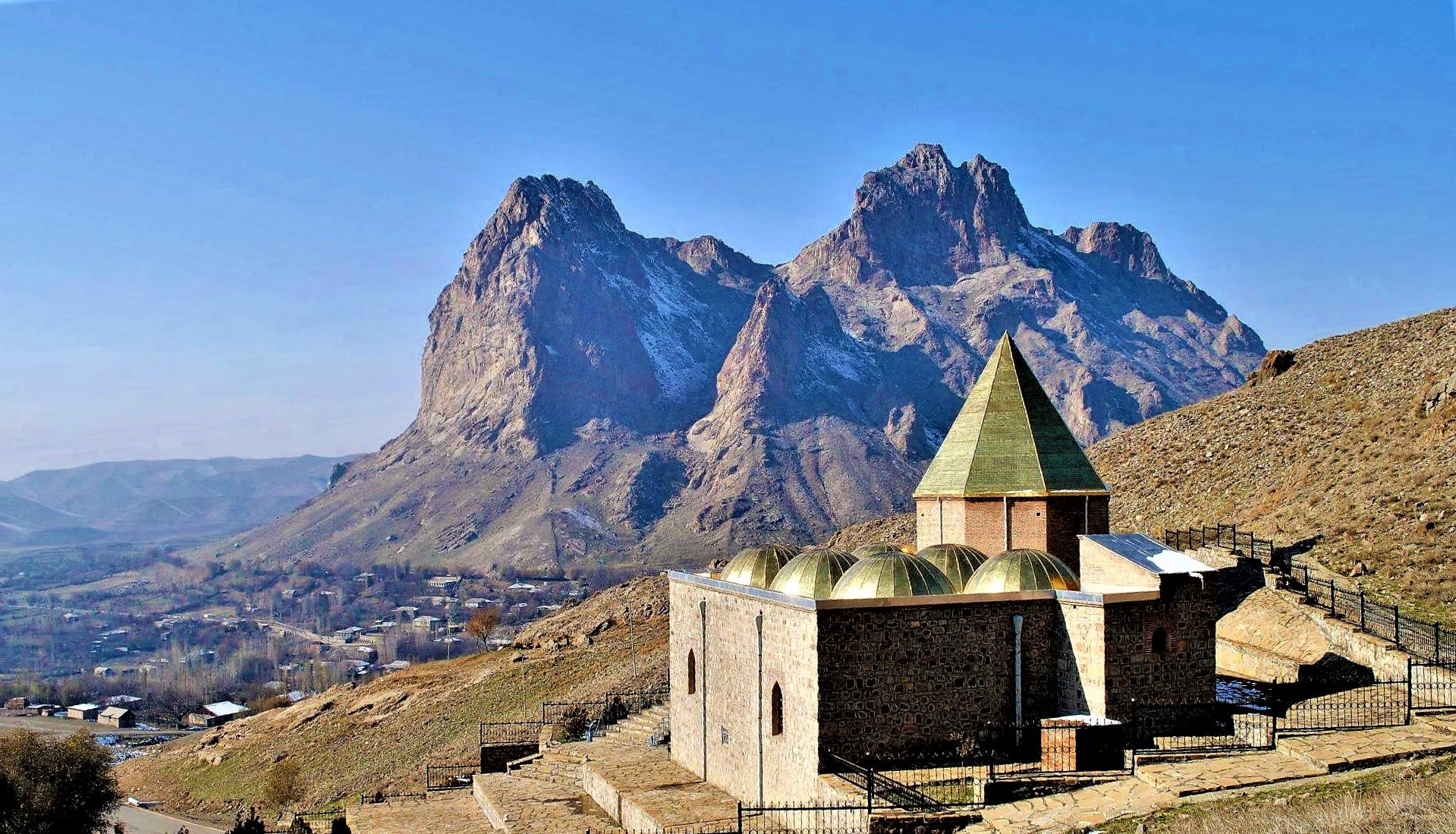
Julfai táj